# Wallace G. Wilkinson
Wallace Glenn Wilkinson, född 12 december 1941 i Casey County, Kentucky, död 5 juli 2002 i Lexington, Kentucky, var en amerikansk demokratisk politiker och affärsman. Han var Kentuckys guvernör 1987–1991.
Wilkinson avbröt sina studier vid University of Kentucky och startade en bokhandel. Senare utvidgade han bokhandelsverksamheten till en kedja som fick namnet Wallace's College Book Company.
Wilkinson efterträdde 1987 Martha Layne Collins som guvernör och efterträddes 1991 av Brereton Jones. Wilkinson gick i konkurs år 2001 samtidigt som det avslöjades att han hade bedrivit ett ponzibedrägeri. Hans hälsotillstånd försämrades och han avled innan bedrägerirättegången mot honom hann inledas. Wilkinson gravsattes på begravningsplatsen Sarasota Memorial Park i Sarasota i Florida.